# Jacopo Massari
Pour les articles homonymes, voir Massari.
Jacopo Massari, né le 2 juin 1988 à Parme en Italie, est un joueur italien de volley-ball. Il mesure 1,85 m et joue réceptionneur-attaquant.

## Clubs
| Club                        | De        | À         |
| --------------------------- | --------- | --------- |
| Pallavolo Piacenza          | 2007-2008 | 2007-2008 |
| Pallavolo Piacenza-2        | 2008-2009 | 2008-2009 |
| Pallavolo Piacenza          | 2009-2010 | 2011-2012 |
| Pallavolo Città di Castello | 2012-2013 | ...       |

## Palmarès
- Ligue des champions
  - Finaliste : 2008
- Championnat d'Italie
  - Finaliste : 2008
- Supercoupe d'Italie (1)
  - Vainqueur : 2010